# Ingénieur militaire

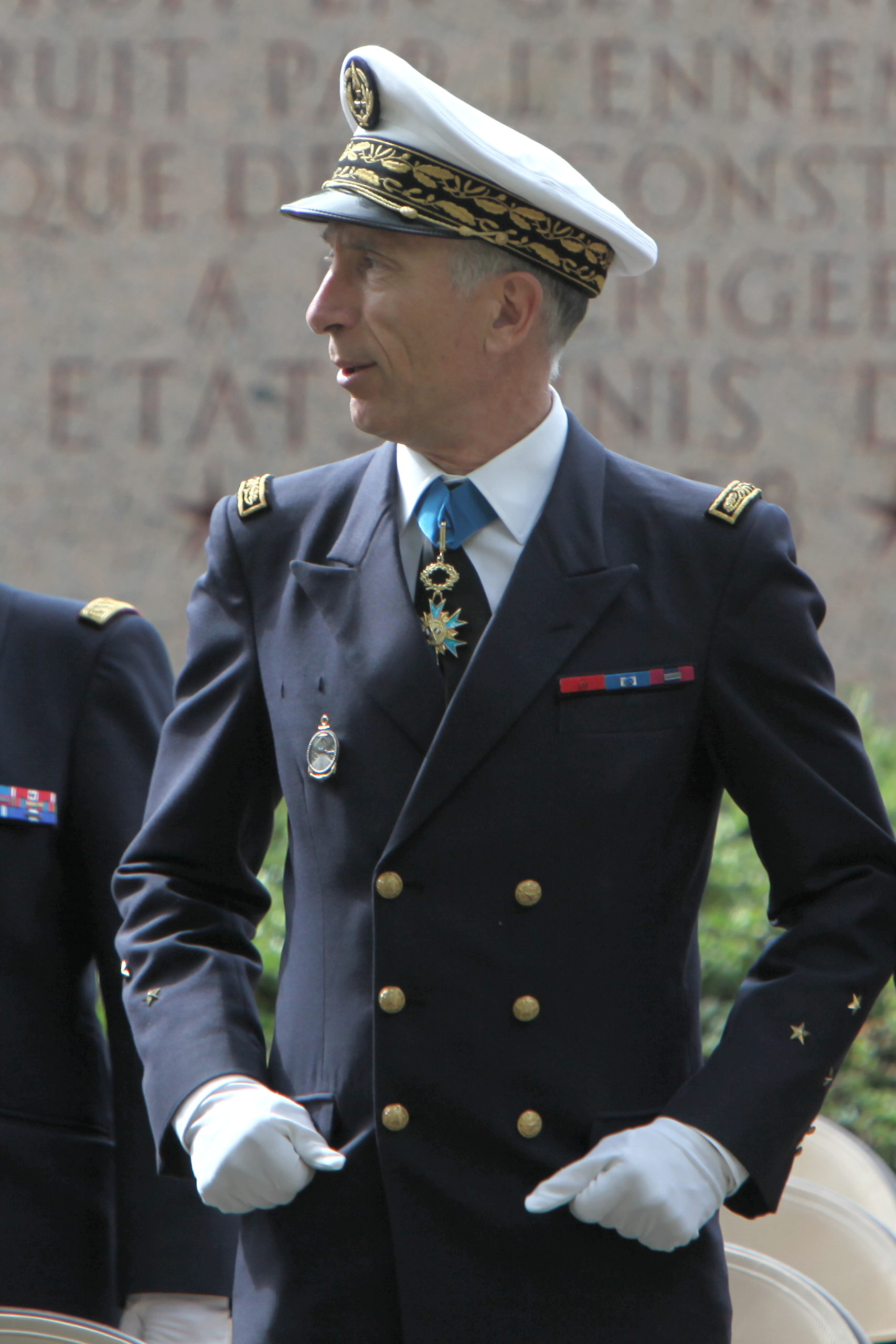
Ingénieur général de l'armement (IGA) français

Les ingénieurs militaires, en France, sont des experts techniques au service de la défense. Ne pas confondre avec les unités de génie militaire

## France
En France, il existe plusieurs corps d'ingénieurs militaires :
- Pour la DGA :
  - les ingénieurs de l'armement, seul grand corps de l'État à statut militaire ;
  - les ingénieurs des études et techniques de l'armement.
- Pour la Marine nationale :
  - Les ingénieurs des études et techniques de travaux maritimes. (Corps éteint remplacé par Les ingénieurs militaires d'infrastructure de la défense )
- Pour le Service d'infrastructure de la Défense :
  - Les ingénieurs militaires d'infrastructure de la défense.
- Pour le service des essences des armées
  - Les ingénieurs militaires des essences

## États-Unis
- Aux États-Unis, le Corps des ingénieurs de l’armée des États-Unis (United States Army Corps of Engineers) ou USACE, a pour mission de fournir des services tels que la construction de barrages ou d'autres projets d'aménagement.